# Baillif
Baillif (Guadeloupe-Kreolisch: Bayif) ist eine Gemeinde mit 4949 Einwohnern (Stand 1. Januar 2022) im Südwesten der Insel Basse-Terre des französischen Überseedepartements Guadeloupe auf den Kleinen Antillen.

## Geografie
Die Gemeinde erstreckt sich von der Küste bis zum 1354 m hohen Grand Sans-Toucher. Sie gilt als ein Vorort der Hauptstadt Basse-Terre. Der Ortsname geht auf Robert Baillif, einen der ersten Bewohner der Gemeinde, zurück.

## Sehenswürdigkeiten
Die nach dem Dominikanermissionar Père Labat benannte Turmruine ist als Inscrit Monument Historique klassifiziert. Der Turm wurde in der Gründungsphase des ersten Dorfes am Ende des 17. Jahrhunderts errichtet.

## Persönlichkeiten
- Der französische Geigenvirtuose, Komponist und Dirigent Joseph Bologne, genannt Chevalier de Saint Georges (1745–1799), wurde in Baillif geboren.